# Xestaspis
Xestaspis is een geslacht van spinnen uit de  familie van de Oonopidae (dwergcelspinnen).

## Soorten
- Xestaspis linnaei Ott & Harvey, 2008
- Xestaspis loricata (L. Koch, 1873)
- Xestaspis nitida Simon, 1884
- Xestaspis parumpunctata Simon, 1893
- Xestaspis recurva Strand, 1906
- Xestaspis reimoseri Fage, 1938
- Xestaspis rostrata Tong & Li, 2009
- Xestaspis sertata Simon, 1907
- Xestaspis sis Saaristo & van Harten, 2006
- Xestaspis sublaevis Simon, 1893
- Xestaspis tumidula Simon, 1893
- Xestaspis yemeni Saaristo & van Harten, 2006